# Wielonek (województwo wielkopolskie)
Wielonek (dawnej Wielim, niem. Wielonek) – niewielka wieś sołecka w Polsce położona w województwie wielkopolskim, w powiecie szamotulskim, w gminie Ostroróg ok. 2 km na południowy – zachód od miasta Ostroróg, przy drodze powiatowej w kierunku Zapustu, Zajączkowa, Koźla, Otorowa oraz drodze gminnej w kierunku Dobrojewa. Zabudowa wsi ma charakter rozproszony. W centrum wsi ma ona jednak charakter zwarty, zagrodowy. Ludność – 193 osoby według danych UMiG w Ostrorogu na 31.12.2009.

## Historia
Pierwsza wzmianka o wsi Wielonek pochodzi z 1391 r. (mowa jest o kmieciu z Wielonka), chociaż zdaniem Calliera miejscowość wieś istniała już ok. 1383 roku. Prawdopodobnie wieś już w tamtym okresie wchodziła w skład majątku Ostrogskiego i należała do Grocholi. W 1450 roku Wielonek dzierżawił Joachim Bukowiecki. Od 1508 roku wieś wchodziła w skład Parafii Ostroróg.  Od 1718 roku wieś należała do Macieja Malechowskiego, a od XVIII wieku do początku XX tereny leśne wsi były własnością rodziny Kwileckich z Dobrojewa. Z tego okresu Callier wymienia następujących kmieci: Bura, Wąchała, Witek, Maciek, Frącek, Rucki; chałupników Stach, Mikołaj, Gębara, Matyszka, Duda, Wachowa, Borowy. W tym czasie we Wielonku znajdował się młyn, natomiast z lasu we Wielonku do tartaku w Dobrojewie dojeżdżała parowóz, którym transportowano drewno. W 1840 roku wieś zamieszkiwał 200 osób, w 1989 roku – 235.
Do szkoły katolickiej we Wielonku na przełomie lat 1866/1867 uczęszczało 101 dzieci, nauczycielem od 1856 był Franciszek Marker.

## Czasy współczesne
Większość mieszkańców zajmuje się rolnictwem. Organizacje działające na tereni wsi to: Ochotnicza Straż Pożarna, Rada sołecka i Koło łowieckie. We wsi znajdują się:
- zespół szkolny z początku XX wieku (budynek szkoły i budynek gospodarczy) – pierwotnie była to samodzielna szkoła katolicka, następnie filia szkoły w Ostrorogu (do końca XX wieku, filia została zlikwidowana), obecnie własność prywatna;
- kilka domów z przełomu XIX i XX wieku;
- remiza Ochotniczej Straży Pożarnej wraz ze świetlicą;
- powojenna kapliczka Matki Boskiej Nieustającej Pomocy w otoczeniu czterech lip – dar mieszkańców – poprzednia figura ufundowana przez Kwileckich została zniszczona w czasie wojny;
- krzyż – pomnik, w lesie na końcu alejki, postawiony przez I. Kwileckiego na okoliczność upolowania przez syna zwierzęcia. Na krzyżu napis „Na pamiątkę października 1881 roku Jasiowi Kwileckiemu”  i dalej zm. 13.07.1882 roku. Na cokole natomiast – „postawił ojciec 1884”;
- lipa drobnolistna o wymiarach pomnikowych;
- modrzew – pomnik przyrody (Decyzja nr RŻLlś 7146-45/80 Wojewody Poznańskiego z 18.11.1980 r.).[5][7][9]

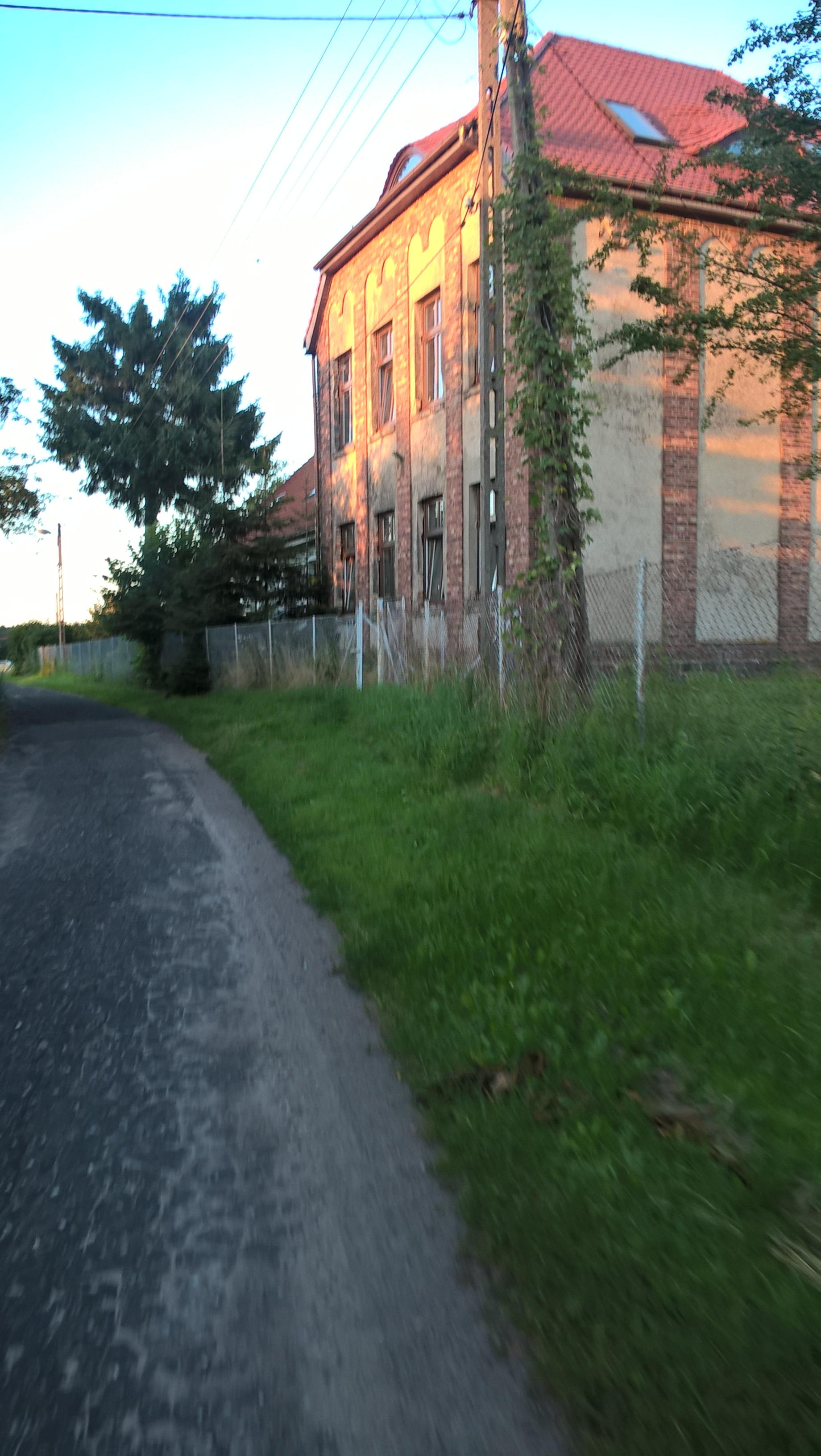
Wielonek - budynek dawnej szkoły

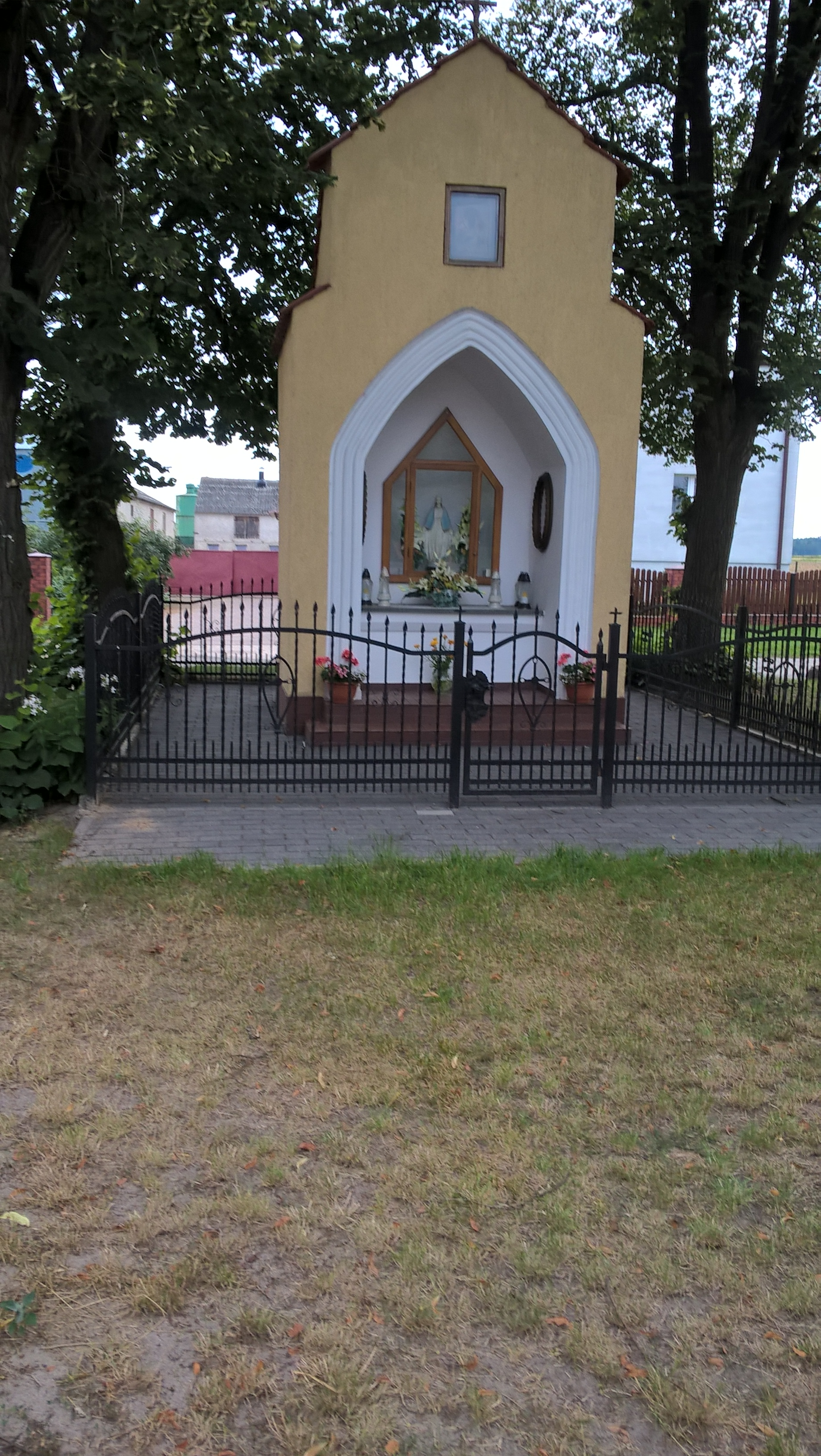
Wielonek - figura Matki Boskiej w centrum wsi

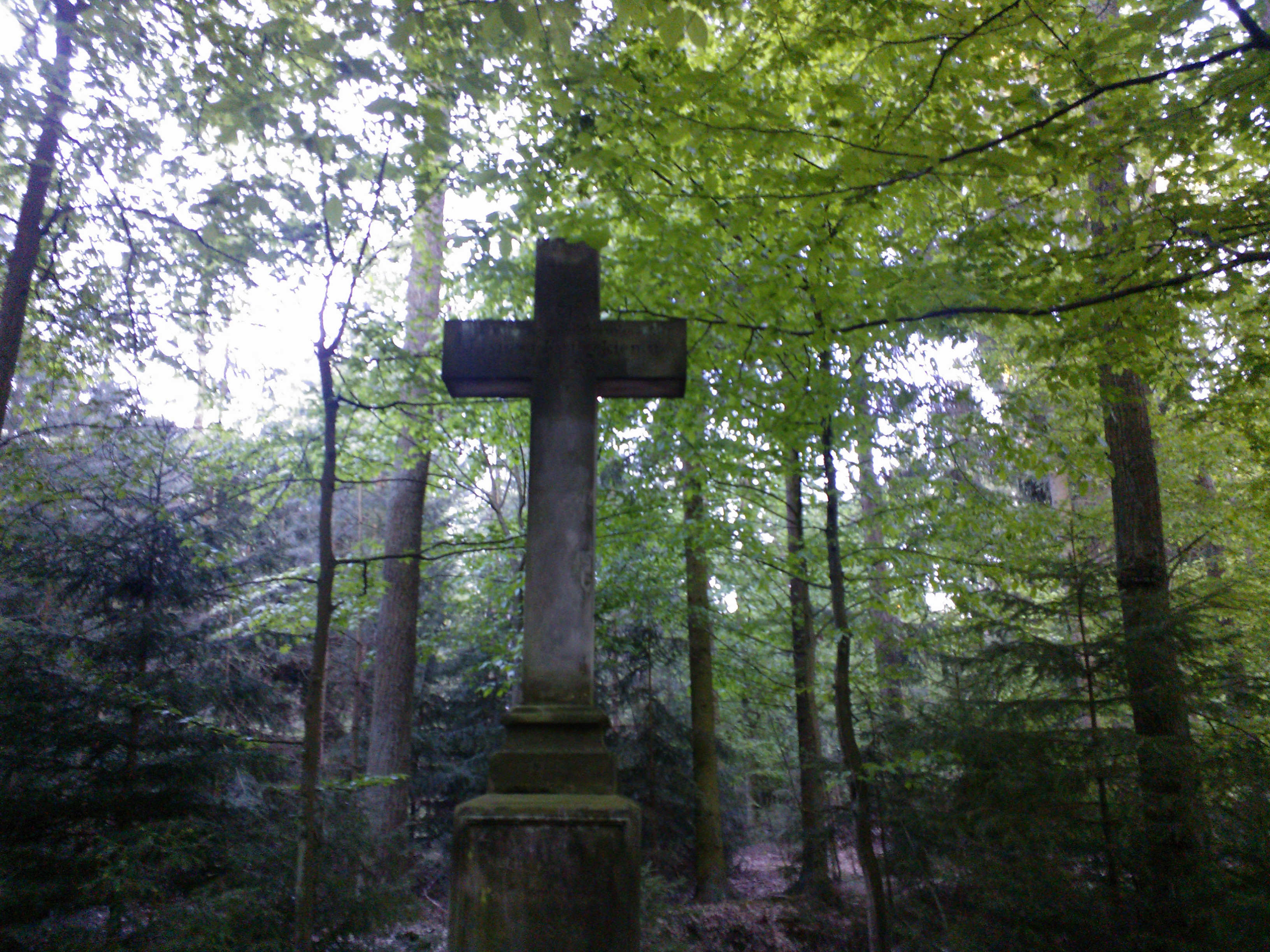
pomnik przyrody I. Kwileckiego został postawiony w lesie na okoliczność upolowania zwierzyny przez syna Jana